# Terre (économie)
Pour les articles homonymes, voir Terre (homonymie).
Cet article décrit la façon dont sont traités la terre et ses produits (denrées agricoles, autres ressources naturelles de toutes sortes) dans les sciences économiques, à travers un aperçu historique.

## Moyen Âge
La pensée économique du Moyen Âge est issue de la philosophie d'Aristote, renouvelée sous une forme théologique au XIIIe siècle par saint Thomas d'Aquin, qui fonda la scolastique.
Reprenant le droit romain sur les contrats, les scolastiques ont distingué les biens non fongibles (ou durables) et les biens fongibles (ou non durables). L'usage des biens durables — comme la terre ou la maison — peut être séparé de leur propriété. Il peut donc faire l'objet d'un contrat de prêt gratuit (ou commodat) ou non gratuit (ou location). Dans le cas de la location, le propriétaire garde son bien mais en cède l'usage.

## Renaissance, âge classique
La pensée économique de la Renaissance et de l'âge classique, est constituée par le mercantilisme, qui dure de 1500 à 1750 environ. Cette période fut marquée par les conséquences économiques des Grandes découvertes, et en particulier de la découverte du Nouveau Monde. En effet, les terres des Amériques ont apporté un afflux considérable de métaux précieux (or, argent), qui sont venus augmenter la masse monétaire en Europe, qui fut multipliée par huit entre 1450 et 1550.

## Physiocrates
La physiocratie est née en France vers 1750 et a connu son apogée dans la seconde moitié du XVIIIe siècle. Selon cette école de pensée, la seule activité réellement productive est l'agriculture. La terre permet en effet de multiplier les biens : une graine semée produit plusieurs graines. Finalement, la terre laisse un produit net ou surplus. Selon François Quesnay, principal représentant de cette école, la classe des propriétaires (l'aristocratie, le souverain, le clergé) perçoit une rente de la part de la classe productive (celle des fermiers).

## Adam Smith, écoles classique et néoclassique
Adam Smith (1723-1790) est un philosophe et économiste écossais qui est considéré comme le fondateur de l'économie moderne. Son ouvrage Recherches sur la nature et les causes de la richesse des nations (1776) continue de faire référence, bien qu'il ait été critiqué sur certains points par les économistes ultérieurs. En particulier, ses idées sur le libre-échange, illustrées par la fameuse main invisible continuent d'inspirer le libéralisme contemporain.
Dans la Richesse des Nations, Adam Smith consacre un long chapitre à la rente de la terre (livre I, chapitre 11). Il distingue les produits qui fournissent toujours de quoi payer une rente (les produits agricoles en particulier), et les produits qui tantôt fournissent et tantôt ne fournissent pas de quoi payer une rente. Il consacre également un long chapitre aux colonies (livre IV, chapitre 7) qui, comme on le sait, ont permis aux nations européennes de bénéficier d'une grande abondance de matières premières. Il critique « les systèmes agricoles ou les systèmes d'économie politique qui représentent le produit de la terre soit comme la seule, soit comme la principale source du revenu et de la richesse nationale » (livre IV, chapitre IX). Il est donc le premier économiste à remettre en cause le mercantilisme et la physiocratie.
David Ricardo, dans Des principes de l'économie politique et de l'impôt (chapitre 2, de la rente de la terre) décrit longuement les liens entre le niveau de la rente de la terre et le niveau de la production. Dans Des principes de l'économie politique et de l'impôt (chapitre 24), il analyse la doctrine d'Adam Smith sur la rente de la terre. À la suite de Ricardo, Karl Marx développe une théorie de la valeur.
Par ailleurs, David Ricardo introduit la notion de rendements décroissants, introduisant ainsi une limite dans les possibilités de la terre à fournir des ressources naturelles.
Jean-Baptiste Say (1767-1832) affirme quant à lui : « Les richesses naturelles sont inépuisables, car, sans cela, nous ne les obtiendrions pas gratuitement. Ne pouvant être ni multipliées ni épuisées, elles ne sont pas l’objet des sciences économiques ».
Se référant à la doctrine de Saint-Simon (philosophie des réseaux), la revue Le Producteur s'est donné pour but, dans le premier numéro du journal daté du 1er octobre 1825 « de développer et de répandre (…) une nouvelle conception de la nature humaine » selon laquelle « la destination de l'espèce, sur ce globe, est d'exploiter et de modifier à son plus grand avantage, la nature extérieure »,. Cette conception va être généralisée en un objectif d'ensemble fixé dans les Considérations générales sur l'industrie, parues dans la revue, en 1825 : « L'intérêt général de la société, de l'humanité entière, c'est l'exploitation et l'amélioration la plus rapide possible du globe terrestre, considéré comme la grande propriété foncière de l'espèce humaine ».
Par la suite, l'École néoclassique va introduire des formulations mathématiques des concepts proposés par l'École classique, fondées avant tout sur la notion d'utilité. La notion de facteurs de production va permettre de modéliser les modes de production, mais ces facteurs se réduisent selon ces théories au capital et au travail. Les ressources naturelles utilisées dans le processus de production représentent le capital circulant, qui fait partie du facteur capital. Jean-Marc Jancovici critique cette approche, et montre dans ses analyses que la modélisation par les seuls facteurs de production capital et travail a pour résultat l'épuisement des ressources naturelles (renouvelables ou non) issues de la terre.

## Évolutions depuis la fin duXXesiècle
Le concept d'empreinte écologique apparu à la fin du XXe siècle a permis de mettre en évidence que, à l'échelle de la Terre, les impacts environnementaux dus aux activités humaines ont dépassé depuis les années 1970 la capacité de la Terre à fournir des ressources naturelles et à absorber les déchets (biocapacité).
Aujourd'hui, l'économie de l'environnement tient compte de la limitation des ressources naturelles par les concepts d'externalité, de principe pollueur-payeur, ou de taxe pigouvienne.
L'hypothèse de Porter sort des schémas de l'économie classique. Formulée dès 1991 par l'Américain Michael Porter, elle affirme que les investissements des entreprises pour la protection de l'environnement peuvent apporter des bénéfices par un changement des modes de production et une meilleure productivité. Elle est néanmoins encore discutée par les experts.
Depuis 2006, dans le contexte de double crise alimentaire et financière mondiale, des investisseurs de quelques pays (Chine, Inde, Japon, Corée, Arabie saoudite, Libye, Égypte) prennent le contrôle de terres agricoles, principalement en Afrique, mais également dans quelques autres régions du monde,. Ces transactions sont réalisées en dehors de tout cadre réglementaire international. Le développement non contrôlé de ces pratiques est un facteur de déstabilisation politico-sociale dans les pays en voie de développement concernés.
Afin d'éviter un effondrement des écosystèmes dû à la crise écologique, et à la suite des préconisations des Nations unies contenues dans le Système de comptabilité économique et environnementale, l'Institut de la Francophonie pour le développement durable a élaboré une méthode de comptabilité écosystémique du capital naturel.